# Sci-Fi Crimes
Sci-Fi Crimes – piąty album studyjny pochodzącego z Chicago zespołu rockowego Chevelle. Jest następcą wydanego w 2007 roku Vena Sera. Został wydany 1 września 2009 przez Epic Records.

## Tło
Album został nagrany w Nashville w Tennessee w 2009 razem z producentem Bryanem Virtue. 9 kwietnia 2009 na koncercie w Atlancie w Georgii zadebiutowały dwie nowe piosenki: "Letter From A Thief" i "Sleep Apnea". Wokalista Pete Loeffler powiedział, że te utwory mogą zostać przyszłymi singlami. "Jars" jest pierwszym singlem (wyszedł 23 czerwca). Sam Loeffler potwierdził w wywiadzie, że płyta będzie się nazywała "Sci-Fi Crimes" i zostanie wydana 1 września 2009. Lista utworów oraz okładka zostały ujawnione 21 czerwca 2009, w celu wykorzystania ich do trzech możliwych do ściągnięcia utworów: "The Clincher ver. 103" (z albumu "This Type of Thinking (Could Do Us In)"), "Jars" i "This Circus". Okładka albumu przedstawia obraz olejny namalowany na płótnie 14x17 przez basistę grupy, Deana Bernardiniego. Inspiracją dla tytułu albumu był przyjaciel zespołu, wierzący w UFO.

## Lista utworów
1. "Sleep Apnea" - 3:52
2. "Mexican Sun" - 4:16
3. "Shameful Metaphors" - 4:22
4. "Jars" - 3:20
5. "Fell Into Your Shoes" - 5:07
6. "Letter From A Thief" - 3:27
7. "Highland's Apparition" - 4:08
8. "Roswell's Spell" - 4:38
9. "Interlewd" - 1:21
10. "A New Momentum" - 4:25
11. "This Circus" - 4:32

### Bonusowe utworyiTunes
1. "Sleep Apnea" (Acoustic) - 2:22

### Bonusowe utworyHot Topic/ShockHound
1. "The Gist" - 1:44
2. "Leto's Headache" - 4:21

## Personel
- Pete Loeffler - wokal, gitara elektryczna
- Sam Loeffler - perkusja
- Dean Bernardini - gitara basowa, perkusja, okładka
- Brian Virtue - producent
- Chevelle - współproducent